# Mimozygocera marmorata
Mimozygocera marmorata là một loài bọ cánh cứng trong họ Cerambycidae.